# David Green
David Green, född den 28 februari 1960 i Brisbane i Australien, är en australisk ryttare.
Han tog OS-guld i lagtävlingen i fälttävlan i samband med de olympiska ridsporttävlingarna 1992 i Barcelona.